# Antonín Veselka
Antonín Veselka (* 31. srpna 1973, Uherský Brod) je hudební skladatel, muzikant a klavesák.
Působí jako hudební skladatel pro filmovou hudbu, spolupracuje především s režisérem Pavlem Göblem. 

Kromě filmové hudby skládá také písničky pro funk-jazzovou skupinu Grimasa Čápa, v které působí jako klávesák.
Pochází z muzikální rodiny, kořeny které sahají až k světově uznávanému českému skladateli Leoši Janáčkovi. Vyrůstal v Uherském Brodě, zde maturoval na gymnáziu. Žije v Brně.

## Hudební tvorba ve filmu
- Kovář z Podlesí, film 2013
- Balíci, film 2005
- Šťáva, film 2004
- Ještě žiju s věšákem, plácačkou a čepicí, film 2006
- Welcome to America, film 1996